# Aysha garruchos
Aysha garruchos är en spindelart som beskrevs av Antonio D. Brescovit 1992. Aysha garruchos ingår i släktet Aysha och familjen spökspindlar. Inga underarter finns listade.